# Łukasz Popowski
Łukasz Popowski (Mirzewski) herbu Ostoja (zm. przed 1547) – dziedzic dóbr w Popowie i Mirzewie.

## Życiorys
Łukasz Popowski (czasem Mirzewski) był synem Jana. Pochodził z Popowa w dawnym pow. kościańskim, gdzie dziedziczył części tych dóbr wraz z braćmi - Janem i Stanisławem. W 1511 zapisał swej małżonce Katarzynie, córce Stanisława Pigłowskiego, 25 zł posagu i wiana na posiadanej części Popowa. W 1529 sprzedał swój dział w Popowie Piotrowi Bojanowskiemu za 400 grzywien. Posiadał także dobra ziemskie w Mirzewie (dziś Mierzejewo), które kupił tegoż roku od Jerzego Rogaczewskiego za 600 grzywien. Od tych dóbr zwany bywał Mirzewskim. Jego potomkowie używali tego nazwiska, które pisane było początkowo Mirzewski potem Mierzewski. Miał dwóch synów - Stanisława i Łukasza Popowskich (cz. Mirzewskich). Połowę Mirzewa sprzedał w 1534 wyderkafem za 100 grzywien Janowi z Ujazdu. Nie żył już w 1547, kiedy Katarzyna (wdowa po nim) skwitowała z oprawy na Mirzewie swoich synów - Stanisława i Łukasza Popowskich. Jego wnukiem był dziekan szamotulski Abraham Mierzewski a prawnukiem kanonik katedry poznańskiej Andrzej Mierzewski.